# Marbau (plaats)
Marbau is een bestuurslaag in het regentschap Labuhan Batu Utara van de provincie Noord-Sumatra, Indonesië. Marbau telt 2464 inwoners (volkstelling 2010).